# Othakadai
Othakadai là một thị xã panchayat của quận Madurai thuộc bang Tamil Nadu, Ấn Độ.

## Nhân khẩu
Theo điều tra dân số năm 2001 của Ấn Độ, Othakadai có dân số 12.185 người. Phái nam chiếm 52% tổng số dân và phái nữ chiếm 48%. Othakadai có tỷ lệ 75% biết đọc biết viết, cao hơn tỷ lệ trung bình toàn quốc là 59,5%: tỷ lệ cho phái nam là 81%, và tỷ lệ cho phái nữ là 70%. Tại Othakadai, 13% dân số nhỏ hơn 6 tuổi.